# Conversión de Recaredo

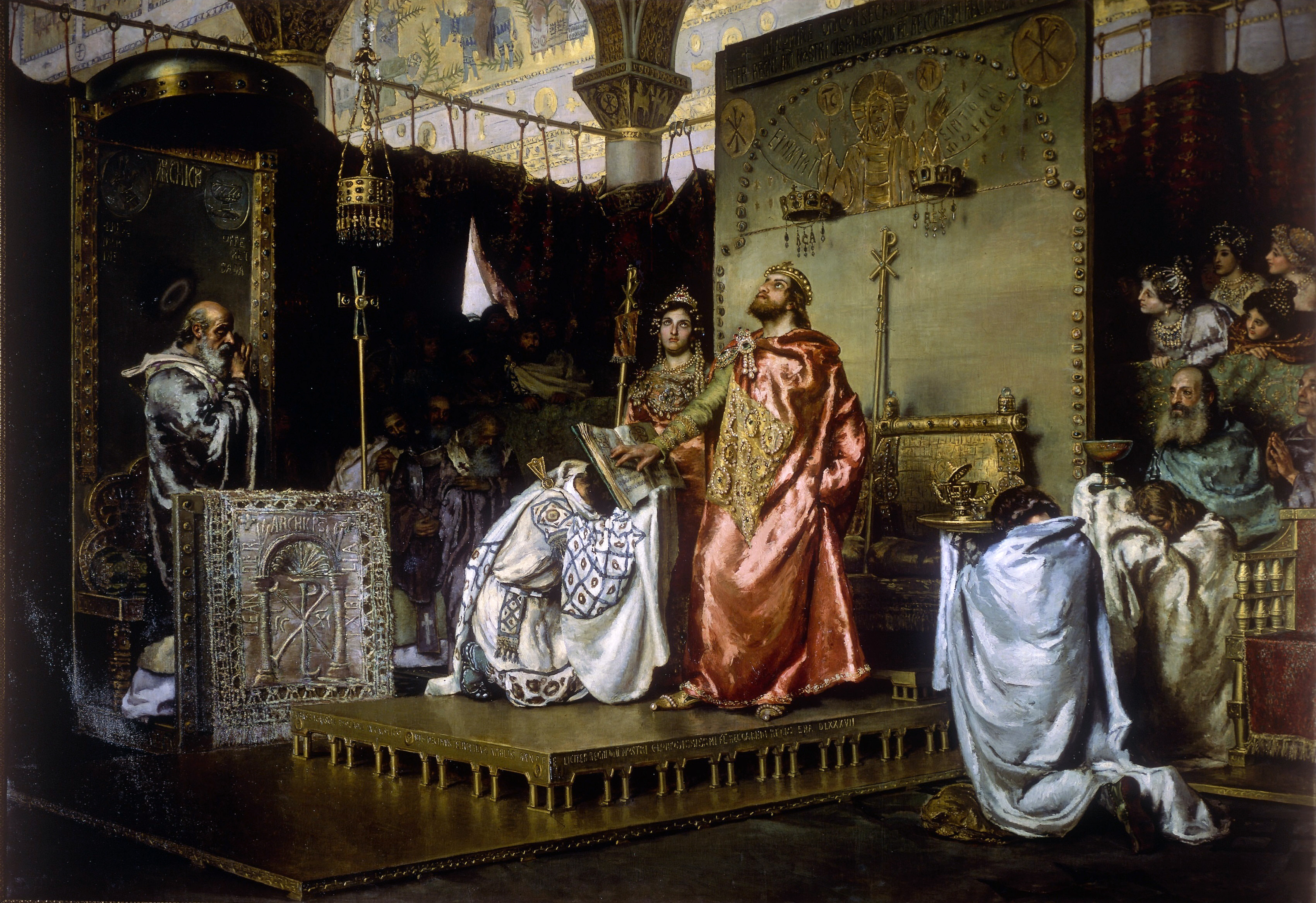
"Conversión de Recaredo" de Muñoz Degrain (1888).

La conversión al catolicismo de Recaredo se produjo en 587 y tras él la nobleza goda del reino visigodo de Toledo también abjuró de su fe cristiana arriana anterior. La formalización de la conversión se produjo durante el III Concilio de Toledo celebrado en 589.  En la conversión influyó la  rebelión de Hermenegildo, hermano de Recaredo, que tuvo lugar al final del reinado del padre de ambos, Leovigildo. Con la conversión se puso fin a la división entre los gobernantes godos arrianos y sus súbditos hispanorromanos –y galorromanos de la Septimania- católicos.

## Antecedentes: la rebelión de Hermenegildo
Los reyes visigodos no trataron de imponer su fe cristiana arriana a sus súbditos hispanorromanos –y galorromanos de la Septimania-, sino que respetaron el cristianismo católico que profesaban la mayoría de ellos e interfirieron muy poco en las actividades de su Iglesia. En 506 permitieron la celebración en la Galia del Concilio de Agde  y en Hispania el II Concilio de Toledo al año siguiente –"en Agde, los obispos... hicieron constar en las actas de la reunión que se habían reunido con autorización del rey Alarico y pedían a Dios por su reino y por que le fuera concedida larga vida. En el II Concilio de Toledo daban gracias a Amalarico y pedían a Dios que el rey pudiera garantizar su libertad a lo largo de todo su reinado". Así los reyes visigodos arrianos mostraron una notable tolerancia hacia los católicos y su iglesia, lo que contrastará con la actitud "mostrada más tarde por los reyes católicos en relación con los arrianos". Sin embargo, los reyes visigodos tras el II Concilio de Toledo de 507 no permitieron que se celebraran sínodos de los obispos de todo el reino y solo permitieron hasta el 540 la celebración de reuniones provinciales y tras esa fecha de ningún tipo. Como ha señalado E.A. Thomson, "la prohibición de los concilios constituía un arma que los reyes arrianos podían usar, y de hecho usaron, contra sus súbditos católicos".
En los años finales del reinado de Leovigildo, su hijo Hermenegildo, influido por su esposa católica y por Leandro, obispo de Sevilla, se convirtió al catolicismo lo que suponía un abierto desafío a la autoridad de su padre, el rey Leovigildo. En el invierno de 579-580 Hermenegildo se proclamó rey en Sevilla iniciándose así una rebelión en la que Hermenegildo utilizó el catolicismo como arma de propaganda al presentarse como víctima de una supuesta persecución religiosa por parte de Leovigildo, aunque los obispos católicos se mantuvieron neutrales durante el conflicto, a excepción de Leandro, obispo de Sevilla. En poco tiempo Hermenegildo se apoderó de las provincias de la Bética y de la Lusitania, y es probable que expulsara de ellas al clero arriano y entregara sus iglesias a los católicos.

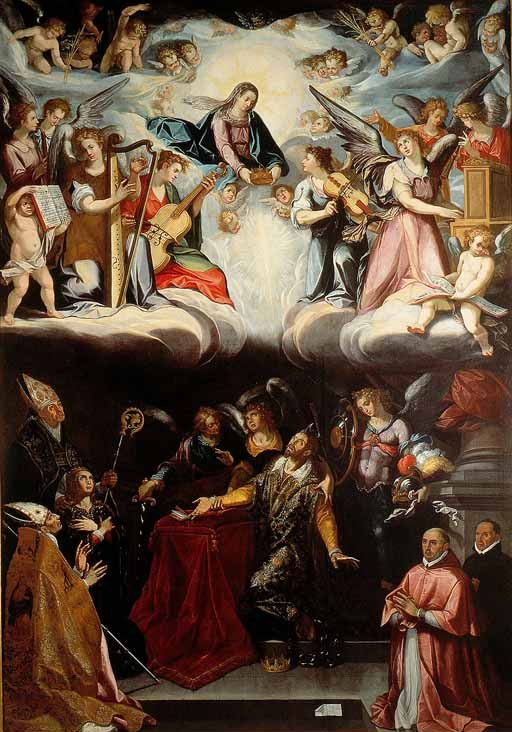
"Muerte de San Hermenegildo". Cuadro de Alonso Vázquez (1602).

Dado que el conflicto se había planteado en términos religiosos y antes de emprender ninguna acción militar, Leovigildo se propuso alcanzar la unidad religiosa de todos sus súbditos en torno a la iglesia cristiana arriana. Esto es lo que explica que la primera acción que llevó a cabo cuando conoció la rebelión de Hermenegildo, aparte del intento fracasado de llegar a un acuerdo con él, fue convocar un sínodo de los obispos arrianos en Toledo en 580. Allí se tomó la decisión de facilitar la conversión de los católicos a la fe cristiana arriana (de los que profesaban la fe "romana" a la fe "católica", que era como se llamaban a sí mismos los arrianos) mediante la eliminación del requisito de volver a ser bautizados. Dos años más tarde la actitud de Leovigildo fue mucho más avanzada al intentar un acercamiento entre la doctrina católica y la arriana al afirmar que Cristo, el Hijo de Dios, era igual al Padre; pero negando aún la total divinidad del Espíritu Santo. De esta forma se acercaba a las posiciones teológicas de los  macedonianos, también considerados heréticos por la Iglesia católica romana. Por otro lado, estaba dispuesto a rendir culto a las reliquias de los mártires católicos incluso en las Iglesias católicas.
La respuesta de los católicos a la nueva política religiosa de Leovigildo es objeto de discusión. Según E.A.Thompson, "dio como resultado gran número de conversiones tanto entre sacerdotes como laicos, y así lo admiten nuestras fuentes católicas". Luis A. García Moreno, por su parte, afirma que "el éxito alcanzado en su política de conversión entre la jerarquía episcopal por Leovigildo, fue muy mediocre: tan solo se conoce un caso de apostasía, el del obispo Vicencio de Zaragoza. Mayor debió de ser el éxito obtenido entre los laicos, sobre todo a consecuencia de la actividad desarrollada por ciertas sedes arrianas".
Leovigildo conquistó Sevilla en junio o julio del 583, aunque Hermenegildo logró escapar pero fue capturado en Córdoba en febrero del año siguiente. Hermenegildo se había refugiado en una iglesia de la ciudad y el rey envió a su hermano Recaredo para que le convenciera a que se entregase. Hermenegildo fue encarcelado y estando en la prisión de Tarragona fue asesinado en 585 por un godo llamado Sisberto, probablemente cumpliendo órdenes del rey Leovigildo –eso fue lo que afirmaron el cronista franco Gregorio de Tours y el papa Gregorio Magno- ya que no fue castigado por el rey.
Los cronistas visigodos, incluso los católicos, no consideraron a Hermenegildo como el defensor del catolicismo contra la "opresión" arriana, sino que lo presentaron como un súbdito que se rebeló contra su rey y un hijo que se enfrentó a su padre, por lo que lo calificaron de tyrannus. Ni siquiera mencionan su conversión al catolicismo, y tampoco que Leovigildo hubiera ordenado su muerte. Y en las actas de los concilios de Toledo posteriores a la conversión de Recaredo nunca se le mencionó. Según E. A. Thomson, esta omisión deliberada del carácter de la rebelión de Hermenegildo, se debería a que, "tras la conversión de Recaredo y el establecimiento de un estado católico no se consideró oportuno asociar al catolicismo con la rebelión" y además habría que haber explicado el papel que desempeñó en ella Recaredo: "cómo había apoyado a su padre, arriano, en contra del príncipe católico, cómo había intentado hacer volver al arrianismo a su piadoso hermano y cómo cierto era que había sido el primero en beneficiarse de la muerte de su hermano".
Por el contrario, el cronista franco Gregorio de Tours afirmó que se trataba de una rebelión católica y destacó que cuando Leovigildo se enteró de la conversión de su hijo Hermenegildo buscó motivos para combatirlo. Por su parte el papa en 594 llamó al príncipe mártir. Sin embargo, habrá que esperar cien años a que sea mencionado como mártir por un autor de Hispania, concretamente por Valerio del Bierzo (Bergidum).

## La conversión

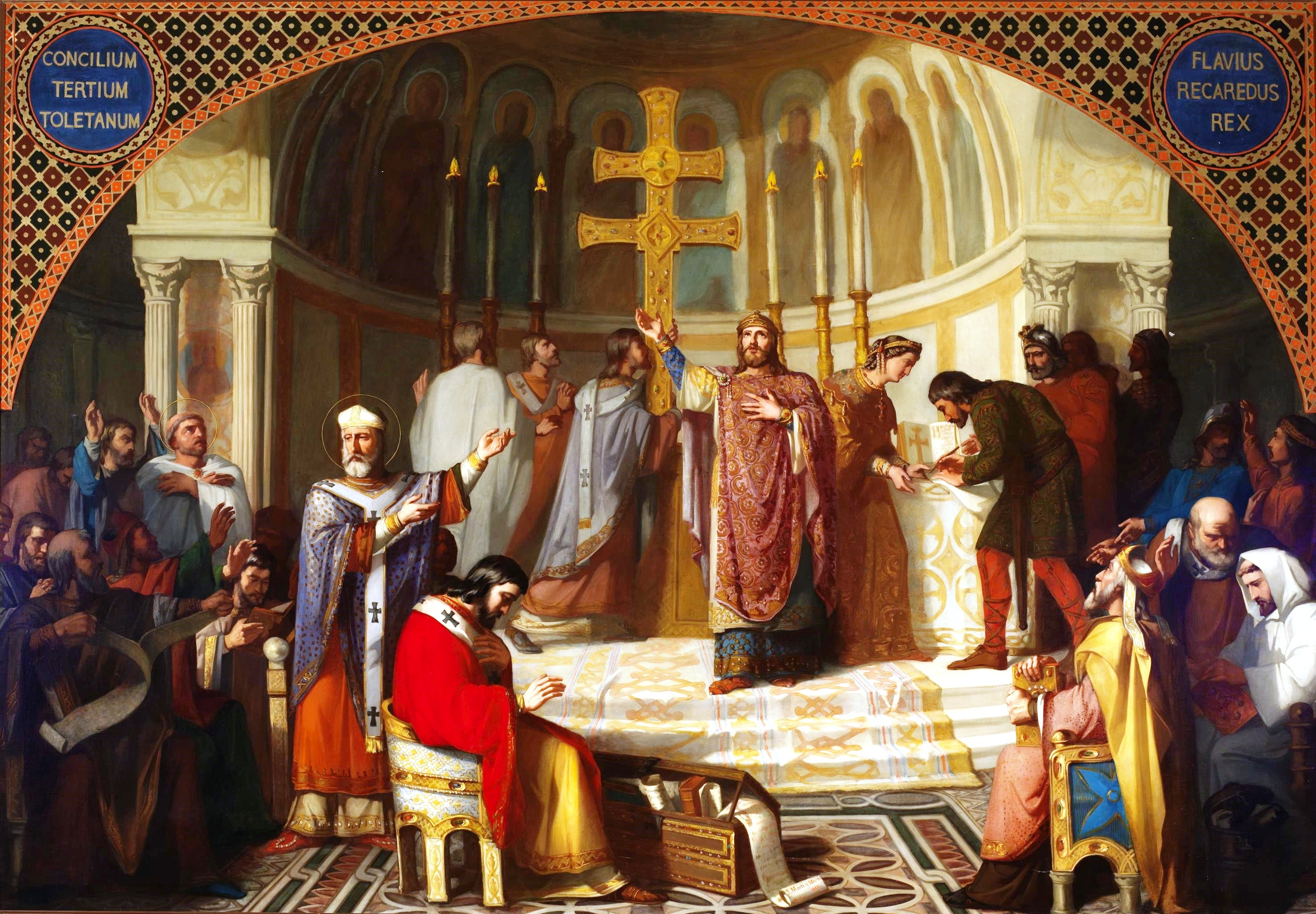
"III Concilio de Toledo" de José Martí y Monsó (1862).

Cuando Recaredo accedió al trono visigodo en abril-mayo de 586 era arriano. Al poco tiempo mandó ejecutar a Sisberto, el asesino de su hermano Hermenegildo, y en febrero de 587 se convirtió secretamente al catolicismo, siendo bautizado de nuevo. Según el relato del papa Gregorio Magno, el rey Leovigildo al final de su reinado se habría convertido al catolicismo y en su lecho de muerte dejó encargado a Leandro, obispo de Sevilla, para que convirtiera a su hijo Recaredo, como ya había hecho con Hermenegildo. Según el papa fue el ejemplo de su hermano, que había muerto en defensa de la verdad, lo que indujo finalmente a Recaredo a convertirse. Las palabras del papa fueron recogidas por el autor de las Vidas de los Santos Padres de Mérida pero curiosamente eliminó la referencia que se hacía de Hermenegildo: Recaredo, siguiendo no el ejemplo de su impío padre, sino el de su hermano mártir, abjuró de la perversión de la herejía arriana. En lugar de su hermano mártir escribió Cristo del Señor.
Salvo esta referencia, se desconocen las razones personales que indujeron a Recaredo al cambio de fe. Lo que sí sabemos es que Recaredo convocó una reunión de los obispos arrianos en la que les propuso que se juntaran con los obispos católicos para convencerse de cuál era la verdadera fe. El debate efectivamente tuvo lugar poco después y al final del mismo Recaredo se dirigió a los obispos arrianos señalando que ningún milagro de curación había sido realizado por los arrianos –recordó que un obispo arriano en tiempos de su padre fracasó en su intento de curar a un ciego-. Finalmente celebró una tercera reunión ya solo con los obispos católicos en la que se declaró convencido de la verdad del catolicismo y entró a formar parte de la Iglesia católica.
Antes de la celebración del III Concilio de Toledo, las iglesias arrianas y sus propiedades fueron entregadas por el rey a los católicos. Así lo indica una inscripción en la iglesia de Santa María de Toledo en la que se dice:.

en el nombre de Dios, la iglesia de Santa María fue consagrada in católico el 12 de abril del primer año del reinado de nuestro señor, el más glorioso rey, Flavio Recaredo, en el año 625 de la era Hispánica [es decir, 587]

### El III Concilio de Toledo

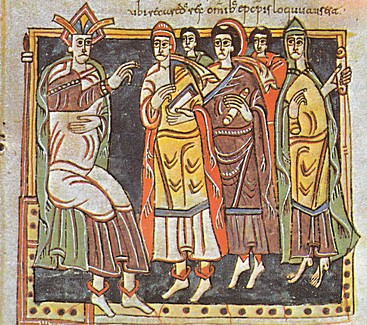
III Concilio de Toledo: Imagen del Códice Vigilano, fol. 145, Biblioteca del Escorial.

En cuanto los obispos se reunieron en Toledo el rey les comunicó que había levantando la prohibición de celebrar sínodos y a continuación los prelados se retiraron a ayunar durante tres días. El 8 de mayo de 589 se reunieron los obispos sentándose el rey entre ellos, siguiendo el ejemplo del emperador Constantino en el Concilio de Nicea. Tras el rezo de una oración, Recaredo anunció que su conversión se había producido solo unos días más tarde de la muerte de nuestro padre –aunque al parecer esto ocurrió más bien diez meses después del fallecimiento de Leovigildo-. Un notario leyó a continuación una declaración escrita por el propio rey en la que se declaraba anatema las enseñanzas de Arrio y a continuación reconocía la autoridad de los Concilios de Nicea, Constantinopla, Éfeso y Calcedonia. Asimismo subrayaba que él había traído al catolicismo a los godos y a los suevos y que ambas "naciones" necesitaban ahora la enseñanza de la verdadera fe por parte de la Iglesia. El documento iba firmado por el rey y por su esposa la reina Baddo. Los obispos aplaudieron y aclamaron a Dios y al rey, y uno de ellos se dirigió a los participantes en el concilio –obispos y otros miembros del clero, y la alta nobleza visigoda que también se había convertido- para que condenaran y declararan la herejía arriana en 23 artículos.
Por otro lado, los cánones aprobados en el Concilio introdujeron una gran novedad "constitucional" respecto de los arrianos porque se ocuparon de materias no estrictamente eclesiásticas, convirtiéndose en leyes cuando Recaredo publicó el "Edicto de Confirmación del Concilio'', en el que se imponían penas de confiscación de bienes o de destierro a los que desobedecieran las decisiones del Concilio. Se aprobó que los sínodos provinciales supervisaran anualmente a los jueces locales (iudices locorum) y a los agentes de las propiedades del Tesoro (actores fiscalium patrimoniorum), además de transmitir al rey las quejas que sobre ellos tuvieran. También se aprobó que la mujer que viviera con un clérigo fuera vendida como esclava y el dinero obtenido entregado a los pobres. Todo esto constituía una novedad pues se implicaba a los obispos en la imposición del cumplimiento de las leyes seculares. En los casos de paganismo o de infanticidio, por ejemplo, tanto los obispos como los jueces debían investigarlos y castigarlos conjuntamente.  Así el poder de los obispos aumentó de forma espectacular y con ellos la influencia de los hispanorromanos en la monarquía visigoda.

### La débil reacción arriana
"No todos los arrianos del reino aceptaron la conversión del rey y de los grandes sin oponer reacción. […] De hecho, entre el momento de la conversión personal de Recaredo, hacia febrero de 587, y la apertura del gran Concilio, en mayo de 589, el rey tuvo que enfrentarse a una rebelión y dos conspiraciones contra su vida", afirma E.A. Thompson.
La primera de las conspiraciones estuvo dirigida por el obispo arriano de Mérida Sunna
que había sido enviado allí por Leovigildo durante la rebelión de Hermenegildo. En la Vitas Sanctorum Patrum Emeritensium se dice:

Sunna convenció a algunos godos de noble cuna y grandes riquezas… y separó, a ellos y a una gran multitud de fieles, de las filas de los católicos y del seno de la Iglesia católica y les instigó a tomar parte de la conspiración

El objetivo de los conspiradores según otras fuentes era asesinar a Masona, obispo católico de Mérida, y en última instancia derrocar al rey Recaredo. Cuando la conspiración fue abortada sin dificultad por Claudio (dux de Lusitania) gracias a la traición de Witerico –que llegaría a ser rey en 603-, Recaredo castigó a Segga, uno de sus dirigentes, cortándole las manos –pena que se imponía a los que querían usurpar el trono- y desterrándolo a la Gallaecia. Al resto les fueron confiscados sus bienes y enviados al exilio. En cuanto a Sunna el rey le ofreció perdonarle si se convertía al catolicismo, pero éste rehusó, por lo que fue desterrado de Hispania y marchó a Mauritania donde realizó numerosas conversiones al cristianismo arriano.
La segunda conspiración tuvo lugar a principios del 589, antes de que se inaugurara el III Concilio de Toledo. Los protagonistas fueron la reina-viuda Gosuinda y el obispo arriano Uldila que habían fingido convertirse al catolicismo pero lo que planeaban era destronar a Recaredo. Fueron descubiertos y Uldila fue desterrado y Gosuinda murió.
La revuelta arriana anterior al III Concilio tuvo lugar en la Septimania cuando el rey comunicó a los nobles y obispos de esa provincia su conversión al catolicismo. Estuvo encabezada por dos comes civitatis, llamados Granista y Wildigerno, y por el obispo Athaloc, quienes se propusieron destronar a Recaredo, para lo que buscaron la ayuda del rey franco Gontrán I. A pesar de que éste era católico, envió una "infinita multitud' de francos a la Septimania, pero fueron derrotados por un ejército visigodo al mando de Claudio (dux de Lusitania). El obispo murió de muerte natural y nada se sabe del resto de los cabecillas de la rebelión.
Después del III Concilio de Toledo, hubo una tercera conspiración, que de nuevo se proponía derrocar a Recaredo, aunque no está claro si se quería restaurar el cristianismo arriano. Fue descubierta y Argimundo, que pretendía ocupar el trono, sufrió la decalvación y la amputación de la mano derecha.
Después de esta conspiración ya no hubo ningún otro intento de resistencia arriana, lo que, según E.A. Thompson, no deja de ser sorprendente. Este mismo historiador plantea dos posibles explicaciones: que la mayoría de los visigodos ya se hubieran convertido al catolicismo antes de 589 o que "habrían quedado confundidos y desanimados por las radicales concesiones de Leovigildo al catolicismo".

### Los motivos de Recaredo
Según Raúl González Salinero, Recaredo continuó con el proyecto unitario de su padre, el rey Leovigildo, pero a diferencia de éste lo fundamentó en la fe católica y no en la fe arriana, asumiendo el hecho "de que una minoría arriana difícilmente podría doblegar, aun con el uso de la fuerza, a la inmensa mayoría de la población hispanorromana de credo católico".
Según E.A. Thompson, Recaredo "trató de aproximar las dos nacionalidades [goda e hispanorromana] que vivían juntas" porque "además de la unificación religiosa, introdujo también un nuevo principio jurídico; pues sus tres cuerpos de leyes intentaban obligar tanto a godos como a romanos; hasta el momento, los godos habían vivido bajo el derecho godo y los romanos bajo el romano, tal como había sido establecido en el Breviario de Alarico, y cada nacionalidad poseía sus propios jueces".  Y en este sentido vino a culminar la obra de su padre ya que "la romanización de la corte y la introducción del ceremonial bizantino por Leovigildo fueron inmediatamente seguidos por el establecimiento de la religión 'romana' como la religión oficial del estado". "Por tanto, una explicación completa de la conversión de los visigodos al catolicismo nos mostraría a ésta como parte de un movimiento muy generalizado hacia la romanización del reino, que tuvo lugar durante el reinado del arriano Leovigildo, así como en el del católico Recaredo".
Una tesis similar es la que sostienen Mª Isabel Loring, Dionisio Pérez y Pablo Fuentes: "el fortalecimiento de la monarquía pasaba por alcanzar la completa adhesión de las élites de origen romano y de la Iglesia católica, poniendo fin al único rasgo diferencial que podía seguir distanciándolas de la minoría goda dirigente". Pero estos historiadores añaden una segunda motivación complementaria de la primera: que todos los súbditos vieran al rey visigodo como la única autoridad del reino también el terreno religioso, ya que los católicos hasta la conversión consideraban al emperador de Bizancio como su defensor y protector natural —aunque la Iglesia de Hispania se había distanciado de él a causa de su oposición a las resoluciones del quinto concilio ecuménico, el II Concilio de Constantinopla (convocado en 553 por el emperador Justiniano), al que significativamente no se hizo alusión en las actas del III Concilio de Toledo, que el cronista Juan de Bíclaro equipara con los grandes sínodos del Imperio romano—. "Ahora, la conversión oficial de Recaredo en el III Concilio de Toledo permitió que la monarquía visigoda desplazara a los emperadores en sus tradicionales funciones religiosas y que la Iglesia hispánica reconociera al monarca visigodo como su protector natural". Esta equiparación con los emperadores romanos en el terreno religioso "fue subrayada por Recaredo con la adopción del sobrenombre Flavius, gentilicio que venían usando los emperadores desde la dinastía constantiniana, que tuvo un precedente en Teudis y que en adelante mantendrán todos los reyes visigodos. De este modo, Recaredo vino a completar la labor política desarrollada por su padre, Leovigildo, en lo que concierne a la plena soberanía".

## Consecuencias

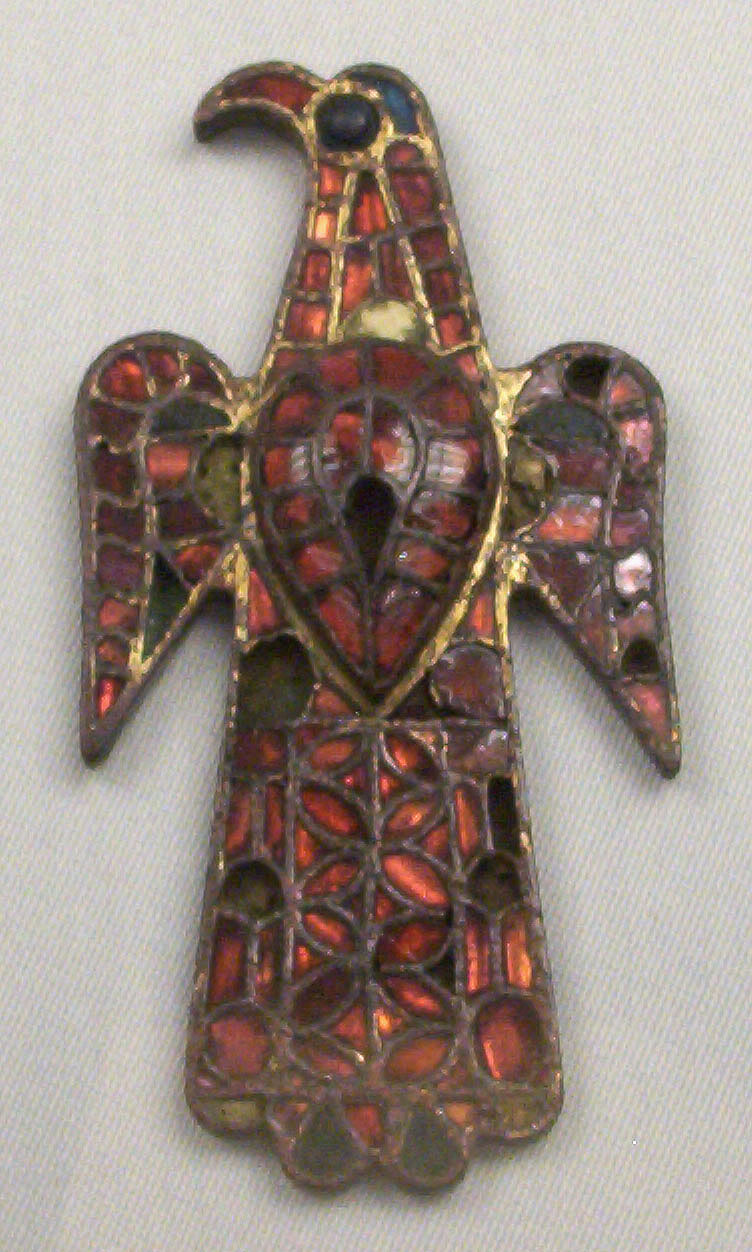
Fíbula aquiliforme visigótica de Alovera hecha en bronce y pasta vítrea del siglo VI, procedente de Alovera (Guadalajara). Realizada mediante la técnica del alveolado o tabicado (cloisonné). Museo Arqueológico Nacional de España.

Recaredo se ocupó inmediatamente de hacer desaparecer cualquier vestigio de la fe cristiana arriana, en lo que tuvo un enorme éxito porque, según E.A. Thompson, después de su reinado "ya no oímos hablar más del arrianismo en España". Recaredo ordenó quemar todos los libros arrianos –de hecho no se ha conservado ninguno- y desmanteló la organización eclesiástica de la Iglesia arriana. Además excluyó a los arrianos de los cargos públicos e incluso forzó la conversión al catolicismo de algunos de ellos.
Uno de los problemas que hubo que afrontar era el de los clérigos arrianos que se habían convertido al catolicismo y estaban casados. El III Concilio de Toledo decretó que todos ellos debían abandonar a sus esposas, aplicándoseles la misma regla que a los católicos que habían sido ordenados después del matrimonio. Que el problema persistió lo demuestra que en el concilio provincial de la Tarraconense celebrado en Zaragoza en 592 se volvió a reiterar la norma.
Según el historiador Raúl González Salinero, con la conversión al catolicismo surge una verdadera societas fidelium Christi, es decir, "un cuerpo unitario de súbditos vinculados por una fe común". Así lo expresó el propio Recaredo cuando dijo que su objetivo era favorecer a la Iglesia de Dios que al mismo tiempo revistió la diversidad de los hombres y las naciones con la sola túnica de la inmortalidad, manteniéndolos unidos a sí con los lazos de una única religión sagrada". De esta forma la Iglesia católica y su doctrina se convirtieron en la fuente de legitimación de la monarquía visigoda, fundamentada en la unidad del regnum por la fe y en la fe católica.
Así lo expresaba poco después Julián de Toledo refiriéndose al rey Ervigio:

Vuestra obra será glorificada cuando llegue el día del Juicio; solo a condición, piadosísimo príncipe, de que comprimas los cuellos de los enemigos de Cristo sometiéndolos al yugo servil del Señor y levantes poderosamente los estandartes de la fe cristiana

Además, según E.A. Thompson, "la victoria del catolicismo constituyó en cierto sentido una derrota para el elemento visigodo de la población española".  "La arqueología ha demostrado que el período de la conversión al catolicismo coincide con el abandono definitivo de la vieja forma gótica de vestir, la desaparición de los tradicionales broches y hebillas godos, el fin de la costumbre de enterrar las propiedades junto con los cadáveres y el comienzo de la época en que la influencia de las técnicas bizantinas se dejó sentir intensamente entre los godos de España: en las postrimerías del siglo VII, el elemento germánico había desaparecido casi por completo".
Por su parte, Mª Isabel Loring, Dionisio Pérez y Pablo Fuentes, también subrayan que la conversión de Recaredo supuso el inicio de una nueva etapa en la historia del reino visigodo de Toledo, caracterizada "por la interpenetración de lo espiritual y lo temporal en todos los órdenes de la vida y de la sociedad visigoda, incluido su ordenamiento político". "Los monarcas visigodos serán responsables ante Dios de la salud espiritual de su pueblo y en función de ello intervendrán activamente en los asuntos eclesiásticos. Por su parte, la jerarquía eclesiástica habrá de velar por el recto proceder de las autoridades civiles, y como consecuencia de ello los obispos pasaron a ejercer unas funciones rectoras muy superiores a las que ya venían asumiendo... De acuerdo con estos principios teóricos, no debe sorprender que uno de los cánones aprobados en el III Concilio de Toledo (canon 18) encomendase a los obispos la supervisión de jueces y recaudadores, ni que éstos pudieran llegar a ser sancionados con penas espirituales, como la excomunión".